# Stampede Trail
Stampede Trail je stezka na Aljašce. Od východu začíná jako zpevněná silnice. Po třinácti kilometrech pevného povrchu však začíná být mnohem méně přístupnou stezkou. Na stezce se nacházel historický autobus značky International Harvester, který zde zanechali stavaři silnic na počátku šedesátých let. Původně zde autobusů bylo více, ale po dokončení prací byly odstěhovány. Tento jediný, s číslem 142, zde kvůli poškození zůstal. Autobusu a stezce se dostalo širší pozornosti poté, co Jon Krakauer napsal článek a následně i knihu o Christopheru McCandlessovi, mladíkovi, který zde počátkem devadesátých let zemřel. Roku 2007 se příběh dočkal filmového zpracování. Autobus byl roku 2020 letecky ze stezky odstraněn.